# Muž přes palubu
Muž přes palubu je název dvou českých výborů z cyklu více než devadesáti povídek ruského spisovatele Konstantina Michajloviče Staňukoviče, vycházejících většinou časopisecky v letech 1886–1903, pro které se používá souhrnný název Mořské povídky (Mорские рассказы). 
První výbor vyšel roku 1949 (a znovu roku 1950) v nakladatelství Svět sovětů v překladu Aloisie Pavlovské. Druhý výbor téhož jména vyšel v překladu Jaroslava Huláka v nakladatelství Albatros roku 1973 a znovu roku 1982 jako 131. svazek edice Knihy odvahy a dobrodružství.
Povídky napsal autor na základě svých vlastních zkušeností, protože v mládí sám prošel drsnou služnou v carském válečném námořnictvu v době, kdy v Rusku dožívalo nevolnictví. V povídkách autor vylíčil krásu a romantiku námořní služby, ale také drsný život prostých námořníků, vydaných na pospas zvůli a krutosti důstojníků. Vytvořil tak pestrý kaleidoskop humorně i tragicky laděných příběhů, ve kterých nelítostné i laskavé moře vystupuje jako síla, která prověřuje morální kvality lidí. 

## Obsah výboru
Výbor obsahuje tyto povídky:
- Jitro v tropech (1894, В тропиках),
- Maximka (1897, Максимка),
- Na Rackovi (1899, На Чайке),
- Mezi sebou (1890, Между своими),
- Furiant (1900, Отчаянный),
- Muž přes palubu! (1886, Человек за бортом!),
- Voříšek (1894, Куцый),
- Den hrůzy (1892, Испорченный день),
- Chůva (1895, Нянька),
- 'Útěk (1896, Побег).